# Envoûteur
Envoûteur (titre original : Enchanter) est un roman de fantasy écrit par l'auteure australienne Sara Douglass et paru en 1996. Ce roman est le second volume de La Trilogie d'Axis, il fait suite à Tranchant d'acier.